# Кетлянка (Островський повіт)
Кетлянка (пол. Kietlanka) — село в Польщі, у гміні Заремби-Косьцельні Островського повіту Мазовецького воєводства.
Населення — 180 осіб (2011).
У 1975-1998 роках село належало до Ломжинського воєводства.

## Демографія
Демографічна структура станом на 31 березня 2011 року:
|          | Загалом | Допрацездатний вік | Працездатний вік | Постпрацездатний вік |
| -------- | ------- | ------------------ | ---------------- | -------------------- |
| Чоловіки | 90      | 18                 | 58               | 14                   |
| Жінки    | 90      | 16                 | 43               | 31                   |
| Разом    | 180     | 34                 | 101              | 45                   |